# Museo de Arte de Baltimore
El Museo de Arte de Baltimore (Baltimore Museum of Art) en Baltimore, Maryland, es un museo estadounidense de arte especialmente reconocido por sus colecciones de los siglos XIX y XX. Fue fundado en 1914. Se encuentra entre los barrios de Charles Village y Remington, justo adyacente al campus Homewood de la Universidad Johns Hopkins, aunque el museo es una institución independiente, no asociada a la universidad. El panorama artístico que ofrece es especialmente sólido en arte de los siglos XIX y XX; se complementa, en la misma ciudad de Baltimore, con el Museo Walters, que abarca el arte de épocas anteriores.

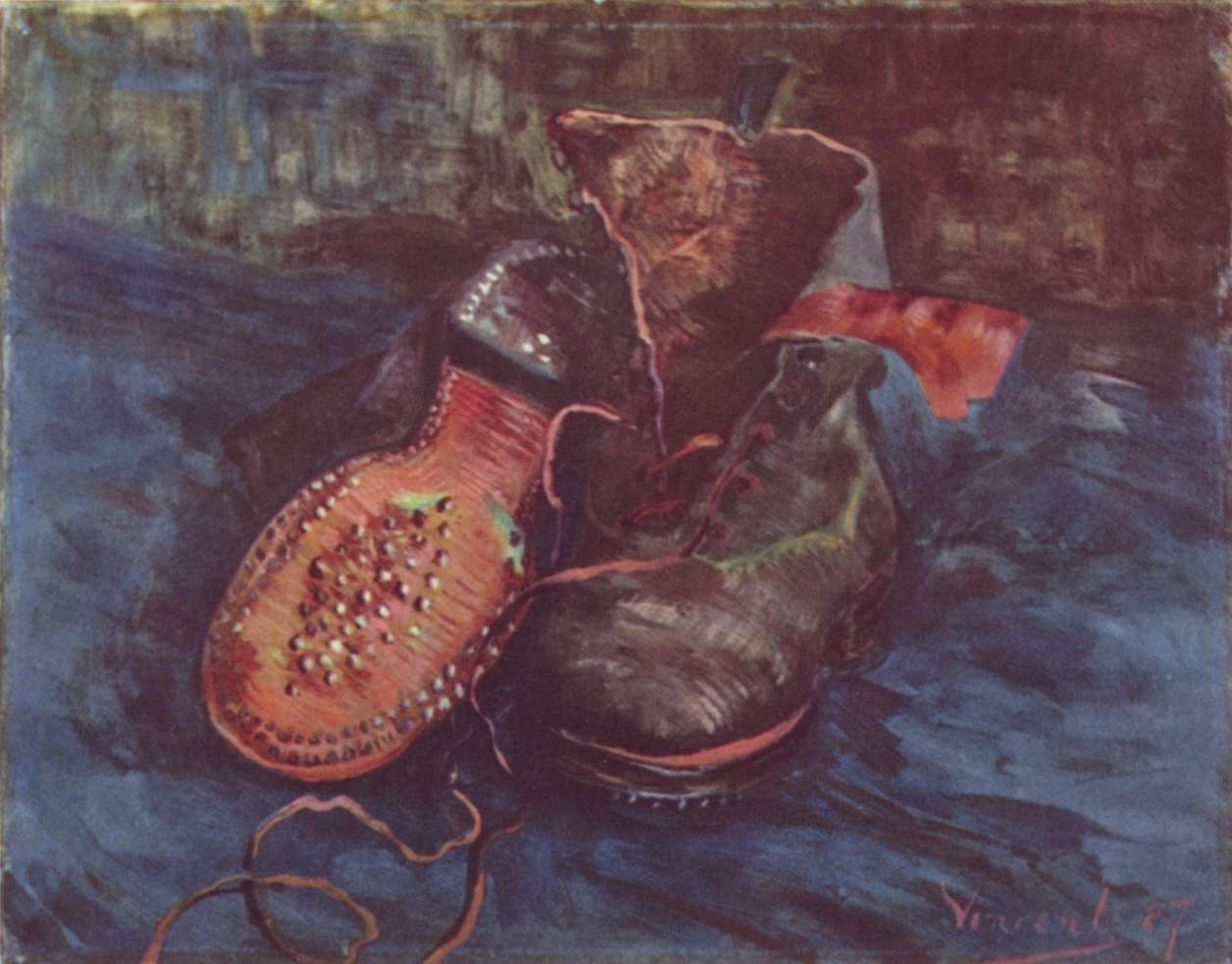
Un par de botas, de Vincent Willem van Gogh, 1887, óleo sobre lienzo, 34 × 41,5 cm, una de las principales obras exhibidas en el Museo de Arte de Baltimore

El museo cuenta con pinturas de la época barroca de Giambattista Pittoni, y anteriores, con una obra maestra de fama mundial: Reinaldo y Armida, de Anton van Dyck, cuadro cuyo éxito abrió a este pintor las puertas de la corte de Carlos I de Inglaterra. Hay también pinturas de Tiziano, Rembrandt, Frans Hals y Chardin.

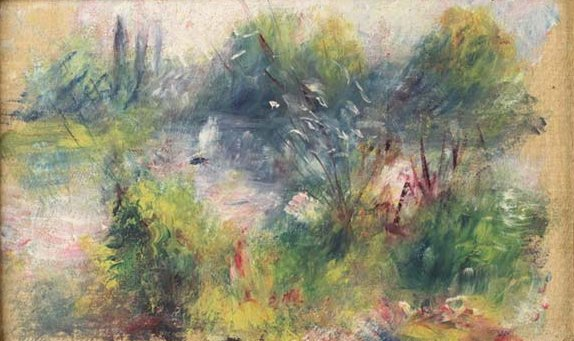
Paisaje a la orilla del Sena, de Pierre-Auguste Renoir, 1879, óleo sobre lienzo, 14 × 23 cm, obra exhibida en el Museo de Arte de Baltimore

Un punto destacado del museo es la colección Cone, con obras de Henri Matisse, Pablo Picasso, Cézanne, Manet, Degas, Gauguin, van Gogh, y Renoir, obras coleccionadas por las hermanas de Baltimore Claribel y Etta Cone, quienes a principios del siglo XX se propusieron adquirir todas las obras que pudieran de artistas como Matisse y Picasso especialmente, y también Cézanne, Gauguin, Van Gogh y Renoir entre otros. El museo expone también obras de: Edgar Degas, Joan Miró, Piet Mondrian, Jackson Pollock, Georges Pierre Seurat, Henri de Toulouse-Lautrec y Andy Warhol.
Las principales obras son posiblemente un Desnudo rosa de Henri Matisse, de 1935 (el museo cuenta con 1.200 ejemplos del artista, entre pinturas, dibujos y esculturas) y Un par de botas (1887) de Vincent van Gogh.
El edificio fue diseñado por el arquitecto John Russell Pope.
Desde el domingo, 1 de octubre de 2006, el Museo de Arte de Baltimore y el Museo Walters permiten la entrada gratis durante un año gracias a becas dadas por la ciudad y el condado de Baltimore, excepto para exposiciones especiales.

## Para saber más
- Flam, Jack. Matisse in the Cone Collection, Baltimore Museum of Art, 2001 ISBN 0-912298-73-1
- Dackerman, Susan Painted Prints: The Revelation of Color in Northern Renaissance and Baroque Engravings, Etchings, and Woodcuts, Baltimore Museum of Art, 2002 ISBN 0-271-02235-3